# Сан Вито (Салерно)
Сан Вито (итал. San Vito) је насеље у Италији у округу Салерно, региону Кампанија.
Према процени из 2011. у насељу је живело 510 становника. Насеље се налази на надморској висини од 97 м.